# Gyalogbéka
A Gyalogbéka 1982-ben forgatott, 1985–1986 között bemutatott színes, 10 részes magyar ifjúsági vígjátéksorozat, amit Fejér Tamás rendezett, Petrovácz István: 13 fő, egy kutya és egy igazgató című regényéből. A jeleneteket a Pilisben található Sikárosi Erdészházban, valamint Szilvásváradon, Szarvaskőn, Nagyvisnyón, Pilisszentlászlón, Pilismaróton, Tóalmáson, Tápiószecsőn, Putnokon, Ózdon és Budapesten, a Külső-Váci úti Petőfi Sándor laktanyában forgatták.

## Cselekmény
A Tinódi Örs tagjai indián tábort szerveznek Öregvisnyóra. Táborvezetőnek Gyalog Antal honvédet kérik fel, aki nem nagyon örül neki, hogy indián táborba hívják, ezért honvédelmi tábort tart nekik. A srácoknak eleinte nem nagyon tetszik ez, de végül megbarátkoznak vele.

## Szereplők
- Szarka Gábor (Kenyeres)
- Tímár András (P. Kovács)
- Gieler Csaba (Salamon)
- Gödör Attila (Kisúr)
- Réczei Tamás (Balog)
- Nagy Zsolt (Csemege)
- Szabó Tamás (Jagelló)
- Csurai András (Füligdzsimi)
- Racsmány Dömötör (Regős)
- Torma Gergely (Gere)
- Fers Sándor (Kisfüllentő)
- Balogh Sándor (Baráth)
- Ördög Katalin (Eszter)
- Fábián Erika (Mari)
- Czugler Annamária (Éva)
- Csikós Erzsébet (Julcsa)
- Cseke Péter (Gyalog Anti)
- Sztankay István (Diri)
- Bencze Ilona (Juci néni)
- Végvári Tamás (őrnagy)
- Hetényi Pál (alezredes)
- Csuja Imre (főtörzs)
- Pádua Ildikó (Annus néni)
- Szakács Eszter (Havasiné)
- O. Szabó István (brigádvezető)
- Szerémi Zoltán (Lapaja)
- Marton Kati (Bakóné)
- Horváth László (erdész)
- Horkai János (Elek bácsi)
- Földi Teri (tanárnő)
- Margitai Ági (tanárnő)
- Balogh Tamás (tanár 1)
- Nagy Gábor (tanár 2)
- Hirtling István (Létra - tanár)
- Moór Marianna (a Diri felesége)
- Ambrus András (kalauz)
- Soós László (forgalmista)
- Usztics Mátyás (Kovács Laci)
- Galgóczy Imre (postás)
- Egy kutya (Cézár)
- Egy kisfiú (Bütyök)

További szereplők
- Bódis Irén, Szerencsi Hugó, Pákozdi János, Bars József, Lesznek Tibor, Móricz Ildikó, Szatmári György, Vaskó Gabriella, Magérusz Noémi, Tándor Lajos, Tóth Tamás

## Epizódok
- 1. rész: Lázadás és bomba
- 2. rész: A kiásott csatabárd
- 3. rész: Táborvezető kerestetik
- 4. rész: Gyalog honvéd, jelentkezem
- 5. rész: Utazás, szépséghibákkal
- 6. rész: Sorakozó, minden mennyiségben
- 7. rész: Vannak még szabad indiánok
- 8. rész: Közbeszólnak az elemek
- 9. rész: Tornacsuka a sárban
- 10. rész: Kísértetek éjfélkor